# إشعال بالليزر
الإشعال بالليزر هي طريقة بديلة لإشعال خليط الغازات المضغوط المُكون من الهواء و الوقود الموجود في محركات الاحتراق الداخلي، وهذه الطريقة تعتدم علي أجهزة الليزر والتي تُنتج ومضات صغيرة لكن قوية جدًا من الليزر بغض النظر عن ضغط غرفة الاحتراق التي يتم الإشعال فيها.

## الإشعال المعتاد
عادة ما تُستخدم شمعة الاحتراق ذات الجُهد المُرتفع حيث تكون جيدة بشكل كافي للاستخدام في السيارات التي لها نسبة الانضغاط المثالية في محركات الاحتراق الداخلي التي تستخدم دورة أوتو حوالي 10:1 وفي بعض الحالات النادرة تكون 14:1.
وعلي أية حال، فإن بعض الوقود مثل الغاز الطبيعي أو الميثانول يمكنه الصمود وإستحمال الضغط المرتفع بدون حدوث إشعال ذاتي، هذا يسمح بتطبيق نسبة انضغاط مرتفعة بسبب جدواها الاقتصادية حيث تكون كفاءة الوقود مرتفعة لمثل تلك المحركات.

## استخدامها
ولتطبيق نسبة انضغاط مرتفعة وضغط مرتفع يتطلب أنواعًا خاصة من شمعات الاحتراق تكون تكلفتها مرتفعة جدًا لكي تتحمل الضغط المرتفع وبرغم هذا فإنه يحدث تآكل لأقطابها الكهربائية، وبالتالي فإن أنظمة الإشعال بالليزر رغمه كونها مرتفعة التكلفة إلا أنها تكون اقتصادية علي المدي الطويل حيث أنها تدوم لفترة أطول في المحرك.